# Anne Dempster Kyle
Anne Dempster Kyle (18 de outubro de 1896 - 21 de setembro de 1966) foi uma autora infantil americana. O seu livro The Apprentice of Florence recebeu o prémio Newbery Honor.

## Biografia
Anne Dempster Kyle nasceu em Frankford, na Pensilvânia. O seu pai, Melvin Grove Kyle, foi um notável teólogo e arqueólogo.
Kyle escreveu quatro romances para crianças: Crusaders 'Gold (1928), Prince of the Pale Mountains (1929), The Apprentice of Florence (1933) e Red Sky over Rome (1938).
Kyle morreu em Winter Park, Flórida, em 1966. Ela está enterrada no Palm Cemetery em Winter Park.